# 黄州站 (朝鲜)
黄州站（朝鲜语：／ Hwangju yŏk */?）是位于朝鮮民主主義人民共和國黄海北道黄州郡的一個鐵路車站。1905年隨京義線通車啟用，同时本站也是松林线的起点。

## 邻近车站
平釜线
长登站 - 黄州站 - 沈村站
松林线
黄州站 - 长川里站